# Stanovništvo Burkine Faso
Ovaj članak govori o demografskim osobinama stanovništva Burkine Faso, u koje su uračunate gustoća naseljenosti, etničke skupine, obrazovanje, zdravlje, ekonomski status, vjerska pripadnost kao i druge informacije o stanovništvu.
Burkina Faso se nalazi u Zapadnoj Africi a njenih 15,3 milijuna stanovnika pripadaju uglavnom dvima velikom zapadnoafričkim kulturnim granama; Gur i Mande. Grana Gur je brojnija i u njoj pripada narod Mossi, koji čini polovinu stanovništva Burkine Faso.
Mossi tvrde da vode podrijetlo od ratnika koji su se naselili na područja današnje Burkine Faso i da su osnovali kraljevstvo koje se održalo duže od 800 godina. Uglavnom se bave poljoprivredom.
Oko 12 000 Europljana je nastanjeno u Burkini Faso, većinom Francuzi.
Većina stanovništva Burkine Faso je koncentrirana na jugu i sredini države, nekad prelazeći broj od 48 stanovnika po km². Ovakva gustoća je visoka za Afriku tako da prouzrokuje godišnje migracije stotina tisuća koje traže sezonske poljoprivredne poslove u Obali Bjelokosti i Gani. Oko trećina stanovništva naginje k afričkim tradicionalnim religijama. Islamu su se prvobitno usprotivili vladari kraljevstva Mossi. Među kršćanima preovladavaju katolici koji su većinom koncentrirani među gradskom elitom.
Mali broj stanovnika ima službeno obrazovanje. Školstvo je besplatno ali ne obvezno, tako da samo oko 29% djece pohađa osnovnu školu.
Sveučilište u Ouagadougou, osnovano je 1974., i to je bila prva visoko obrazovna institucija u zemlji. Tehničko sveučilište u Bobo-Dioulasso osnovano je 1995.

## Stanovništvo
Prema podacima World Population Prospects za 2010. godinu, ukupan broj stanovnika je bio 16 469 000, dok je 1950. godine broj stanovnika iznosio 4 284 000. Omjer djece mlađe od 15 godina bio je 2010. godine 45.3%, dok je 52.4% stanovništva bilo staro između 15 i 65 godina, dok je 2.2% stanovništva bilo starije od 65 godina.
|       | Ukupno stanovništvo (x 1000) | Starosna dob 0–14 (%) | Starosna dob 15–64 (%) | Starosna dob 65+ (%) |
| ----- | ---------------------------- | --------------------- | ---------------------- | -------------------- |
| 1950. | 4 284                        | 40.7                  | 57.3                   | 2.0                  |
| 1955. | 4 535                        | 40.9                  | 56.9                   | 2.2                  |
| 1960. | 4 882                        | 41.3                  | 56.4                   | 2.3                  |
| 1965. | 5 284                        | 41.9                  | 55.7                   | 2.4                  |
| 1970. | 5 807                        | 43.6                  | 53.9                   | 2.5                  |
| 1975. | 6 435                        | 44.9                  | 52.5                   | 2.6                  |
| 1980. | 7 212                        | 46.4                  | 50.9                   | 2.7                  |
| 1985. | 8 170                        | 47.4                  | 49.9                   | 2.7                  |
| 1990. | 9 324                        | 47.7                  | 49.7                   | 2.6                  |
| 1995  | 10 692                       | 47.2                  | 50.3                   | 2.5                  |
| 2000. | 12 294                       | 46.5                  | 51.2                   | 2.3                  |
| 2005. | 14 198                       | 45.9                  | 51.9                   | 2.2                  |
| 2010. | 16 469                       | 45.3                  | 52.4                   | 2.2                  |

## Vitalne statistike
Sve vitalne statistike Burkine Faso nisu kompletne. Odhel za demografiju Ujedinjenih Naroda je pripremio sljedeće procjene.
| Period | Broj rođenih godišnje | Broj umrlih godišnje | Godišnje promjene | CBR* | CDR* | NC*  | TFR* | IMR* |
| --- | --------------------- | -------------------- | ----------------- | ---- | ---- | ---- | ---- | ---- |
| 1950. – 1955. | 208 000               | 138 000              | 70 000            | 47.3 | 31.3 | 16.0 | 6.10 | 308  |
| 1955. – 1960. | 225 000               | 135 000              | 90 000            | 47.7 | 28.6 | 19.1 | 6.24 | 258  |
| 1960. – 1965. | 243 000               | 134 000              | 109 000           | 47.9 | 26.4 | 21.5 | 6.35 | 217  |
| 1965. – 1970. | 269 000               | 135 000              | 134 000           | 48.4 | 24.3 | 24.1 | 6.56 | 184  |
| 1970. – 1975. | 294 000               | 135 000              | 160 000           | 48.1 | 22.0 | 26.1 | 6.70 | 157  |
| 1975. – 1980. | 335 000               | 136 000              | 199 000           | 49.1 | 20.0 | 29.1 | 7.02 | 136  |
| 1980. – 1985. | 373 000               | 138 000              | 235 000           | 48.5 | 18.0 | 30.6 | 7.06 | 121  |
| 1985. – 1990. | 417 000               | 149 000              | 268 000           | 47.7 | 17.1 | 30.6 | 6.94 | 111  |
| 1990. – 1995. | 469 000               | 165 000              | 304 000           | 46.8 | 16.5 | 30.3 | 6.71 | 101  |
| 1995. – 2000. | 527 000               | 179 000              | 348 000           | 45.8 | 15.6 | 30.3 | 6.40 | 93   |
| 2000. – 2005. | 594 000               | 189 000              | 406 000           | 44.9 | 14.2 | 30.6 | 6.14 | 86   |
| 2005. – 2010. | 672 000               | 193 000              | 479 000           | 43.9 | 12.6 | 31.2 | 5.95 | 79   |
| * CBR = natalitet (na 1000); CDR = mortalitet (na 1000); NC = promjene (na 1000); IMR = smrntost djece na 1000 rođenja; TFR = Stopa plodnosti |                       |                      |                   |      |      |      |      |      |

## Demografska statistikaCIAWorld Factbook

### Stanovništvo
15,746,232 (srpanj 2009. procjena)

### Starosna struktura
0-14 godina: 46.8% (muški 3,267,202/žene 3,235,190)
15-64 godina: 50.7% (muški 3,513,559/žene 3,538,623)
65 years and over: 2.5% (muški 140,083/žene 208,315) (procjena 2006.)

### Prosječna starost
Ukupno: 16.8 godina
muški: 16.6 godina
žene: 17 godina (procjena 2009.)

### Godišnji rast stanovništva
3.103% (procjena 2009.)

### Odnos spolova
Pri rođenju: 1.03 muški/žene
Ispod 15 godina: 1.01 muški/žene
15-64 godina: 0.99 muški/žene
65 i više godina: 0.65 muški/žene
Ukupno stanovništvo: 0.99 muški/žene (procjena 2009.)

### Očekivana dužina životnog vijeka
Ukupno stanovništvo: 52.95 godina
muški: 51.04 godina
žene: 54.91 godina (procjena 2009.)

### HIV/AIDS
Osobe s HIV/AIDS: 1.6% (procjena 2007.)
Osobe s HIV/AIDS: 130,000 (procjena 2007.)
Umrlih: 9,200 (procjena 2007.)

### Religija
Muslimani 50%, kršćani (uglavnom katolici) 30%, animisti 20%

### Pismenost
Ukupno stanovništvo: 21.8%
Muški: 29.4%
Žene: 15.2% (procjena 2003.)

### Ulaganje u obrazovanje
4.2%  GDP-a (2006.)